# Docimus
Antigonos Dokimos, meestal verkort en gelatiniseerd als Docimus (Δόκιμος) was een van de officiers in het Macedonische leger van Alexander de Grote. Na de dood van de Macedonische koning was hij aanhanger van de partij van Perdiccas.
Hij werd door Perdiccas in 321 v.Chr. aangesteld als satraap van Babylon, maar hiervoor moest hij eerst Archon verdrijven uit de stad. Na de dood van Perdiccas (321 v.Chr.) moest hij Babylon opgeven, omdat het bij de Rijksdeling van Triparadisus aan Seleucus gegeven werd. Docimus wilde de stad echter niet zonder slag of stoot aan Seleucus geven, omdat hij hem met veel moeite had kunnen veroveren van Archon. Seleucus kwam uiteindelijk toch als overwinnaar uit de strijd en maakte zich meester van Babylon.
Hierna sloot hij zich aan bij Attalus en Alcetas, en werd gevangen genomen met de laatste toen hun geallieerd leger verslagen werd door Antigonos in Pisidië, in 320 voor Christus. De gevangenen werden naar een sterk fort gebracht, maar konden tijdens de expeditie van Antigonos tegen Eumenes hun bewakers overwinnen en zichzelf meester maken van het fort (316 v.Chr.). Docimus werd echter, nadat hij het fort verlaten had om onderhandelingen te starten met Stratonice, de vrouw van Antigonos, opnieuw gevangen genomen. Het lijkt erop dat hij hierna in dienst trad bij Antigonos, omdat hij in 313 v.Chr. gezonden werd door hem met een leger om de vrijheid te geven aan de Griekse steden in Carië. In de veldtocht die de slag bij Ipsos (301 v.Chr.) voorafging verdedigde hij het sterke fort Synnada in Phrygië voor Antigonos, maar moest zich overgeven aan Lysimachus.
Het is mogelijk dat hij voor een tijdje de gouverneur was geweest van het naburige Phrygische district: en dat hij de stad stichtte die naar hem Docimium genoemd werd.